# 조원 (고려)
조원(趙元, ?~?)은 고려의 관리이다.

## 생애
1010년, 거란이 고려를 침략해 고려군의 동북계도순검사 탁사정이 패주하고 중랑장인 대도수이 거란에 항복하게 되자 (統軍錄事)로서 진장(鎭將) 강민첨(姜民瞻), 홍협(洪叶), 방휴(方休) 등과 크게 동요하게 되었다. 이에 신사(神祠)에 빌고 점쳐 길조를 얻자, 여러 사람들의 추대로 병마사(兵馬使)가 돼 흩어진 병사를 모아 서경을 지켜냈다.
1018년에는 거란의 소배압(蕭排押)이 침입할 때 시랑(侍郞)으로서 마탄(馬灘)에서 1만여 명의 거란군을 베는 공을 세웠다.